# تشارلز ألكسندر شو
تشارلز ألكسندر شو (بالإنجليزية: Charles Alexander Shaw)‏ هو محامي وقاضي أمريكي، ولد في 31 ديسمبر1944 في جاكسون في الولايات المتحدة.